# Spiegelleben
Der Begriff Spiegelleben (engl. mirror life) bezeichnet hypothetische künstliche Organismen, deren molekulare Bausteine – Proteine, Nukleinsäuren und Stoffwechselprodukte – spiegelbildlich zu denen natürlich vorkommender Organismen aufgebaut sind. Diese molekulare Spiegelbildlichkeit, auch Chiralität genannt, führt im Vergleich zu natürlichen Organismen zu fundamental anderen biologischen Wechselwirkungen. Es gibt bisher keine spiegelbildlichen Organismen.

## Grundlagen der molekularen Spiegelung
Die biologische Welt ist durch Homochiralität geprägt; Nukleinsäuren bestehen somit aus rechtsdrehenden D-Zuckerbausteinen, Proteine aus linksdrehenden L-Aminosäuren. Spiegelbildliche Moleküle, sogenannte Enantiomere, besitzen identische chemische Eigenschaften, interagieren jedoch entgegengesetzt mit polarisiertem Licht und biologischen Systemen.

## Erzeugung und technische Herausforderungen
Spiegelorganismen können nicht durch evolutionäre Prozesse aus natürlichem Leben hervorgehen, sondern müssen chemisch synthetisiert werden. Zwar wurden bereits spiegelbildliche Enzyme wie die HIV-1-Protease erfolgreich synthetisiert, doch die Erzeugung vollständiger spiegelbildlicher Organismen erfordert erhebliche technologische Durchbrüche.

## Risiken für Gesundheit und Umwelt
Es wird befürchtet, dass Spiegelorganismen sich in natürlichen Ökosystemen ausbreiten können, da sie immunologische und ökologische Kontrollen umgehen könnten. Immunabwehrmechanismen bei Menschen, Tieren und Pflanzen basieren meist auf chiralen Erkennungsprozessen, die Spiegelorganismen nicht zuverlässig erkennen würden. Eine mögliche Folge wären schwere, potenziell tödliche Infektionen.
Die Ökologie könnte erheblich beeinträchtigt werden, da spiegelbildliche Bakterien weder von natürlichen Räubern gefressen noch von Bakteriophagen infiziert würden. Ihre Einführung in die Umwelt könnte zu invasivem Verhalten führen, ähnlich wie bei eingeschleppten Arten.

## Mögliche Anwendungen
Trotz dieser Risiken könnten spiegelbildliche Biomoleküle aufgrund ihrer Resistenz gegen enzymatischen Abbau und ihrer geringeren immunogenen Wirkung medizinische Vorteile bieten. Pharmazeutische Anwendungen könnten langlebige Therapeutika umfassen, die geringere Dosierungen erfordern und weniger Nebenwirkungen hervorrufen.

## Regulatorische Herausforderungen und ethische Diskussion
Wegen der erheblichen Risiken fordern Wissenschaftler eine umfassende internationale Debatte über gesetzgeberische Maßnahmen und ethische Grenzen. Diskutiert werden Sicherheitsmaßnahmen wie synthetische Auxotrophien, die jedoch nie absolut sicher seien. Wissenschaftliche Initiativen wenden sich daher gegen die Erzeugung von Spiegelorganismen, sofern keine überzeugenden Sicherheitskonzepte entwickelt werden können.

## Zukunftsausblick
Während technische Fortschritte die Schaffung von Spiegelleben zunehmend möglich machen, wächst zur Vermeidung von Risiken für Mensch und Natur auch die Notwendigkeit einer vorsichtigen, gut regulierten Forschung. Künftige Diskussionen zwischen Wissenschaft, Politik und Öffentlichkeit sollen einen verantwortungsvollen Umgang mit dieser potenziell revolutionären Technologie sicherstellen.